# Ordinariato militar de Austria
El ordinariato militar de Austria (en alemán: Römisch-katholische Militärordinariat der Republik Österreich) es una circunscripción eclesiástica latina de la Iglesia católica en Austria, Inmediatamente sujeta a la Santa Sede. El ordinariato militar tiene al obispo Werner Freistetter como su ordinario desde el 16 de abril de 2015.

## Territorio y organización
El ordinariato militar tiene jurisdicción personal peculiar ordinaria y propia sobre los fieles católicos militares de rito latino (y otros fieles definidos en los estatutos), incluso si se hallan fuera de las fronteras del país, pero los fieles continúan siendo feligreses también de la diócesis y parroquia de la que forman parte por razón del domicilio o del rito, pues la jurisdicción es cumulativa con el obispo del lugar. Los cuarteles y los lugares reservados a los militares están sometidos primera y principalmente a la jurisdicción del ordinario militar, y subsidiariamente a la jurisdicción del obispo diocesano cuando falta el ordinario militar o sus capellanes. El ordinariato tiene su propio clero, pero los obispos diocesanos le ceden sacerdotes para llevar adelante la tarea de capellanes militares de forma exclusiva o compartida con las diócesis.
La sede del ordinariato militar se encuentra en la ciudad de Viena, mientras que en Wiener Neustadt se encuentra la Catedral basílica de San Jorge.
En 2019 en el ordinariato militar existían 19 parroquias, agrupadas en 5 decanatos: Generaldekanatspfarre beim Streitkräfteführungskommando (en Graz), Dekanatspfarre I Einsatz (en Götzendorf), Dekanatspfarre II Schulen und Akademien (en la Landesverteidigungsakademie de Viena), Dekanatspfarre III Ost (en Langenlebarn) y Dekanatspfarre IV West (en Salzburgo).

## Historia
El vicariato castrense para el Imperio austrohúngaro fue erigido el 22 de diciembre de 1773.
El vicariato castrense se conservó incluso después de la caída del Imperio en 1918, pero fue suprimido tras la anexión de Austria a Alemania (Anschluss) ocurrida el 12 de marzo de 1938. Luego de la Segunda Guerra Mundial y del restablecimiento de Austria el 27 de julio de 1955, el vicariato castrense fue restablecido el 21 de febrero de 1959.
Cuando la academia militar Teresiana reanudó sus operaciones en 1958, la iglesia de San Jorge (destruida en gran parte por el bombardeo del 12 de marzo de 1945) fue entregada a la capellanía militar y desde 1963 fue la sede del vicario castrense.
Mediante la promulgación de la constitución apostólica Spirituali Militum Curae por el papa Juan Pablo II el 21 de abril de 1986 los vicariatos militares fueron renombrados como ordinariatos militares o castrenses y equiparados jurídicamente a las diócesis. Cada ordinariato militar se rige por un estatuto propio emanado de la Santa Sede y tiene a su frente un obispo ordinario nombrado por el papa teniendo en cuenta los acuerdos con los diversos Estados. 
El primer ordinario militar austriaco, Alfred Kostelecky, proclamó solemnemente en 1987 a la iglesia de San Jorge como su catedral.
Los Estatutos del Vicariato General Militar de la República de Austria fueron emitidos el 30 de marzo de 1989.
De 1990 a 1994 y de 1997 a 2015, el obispo ordinario llevó el título de obispo titular de Wiener Neustadt.

## Estadísticas
De acuerdo al Anuario Pontificio 2020 el ordinariato militar en 2019 tenía 15 sacerdotes, 5 diáconos permanentes y 6 religiosos.
| Año                                                                             | Población            | Población | Población      | Sacerdotes | Sacerdotes    | Sacerdotes    | Bautizados por sacerdote | Diáconos permanentes | Religiosos | Religiosos | Parroquias |
| Año                                                                             | Bautizados católicos | Total     | % de católicos | Total      | Clero secular | Clero regular | Bautizados por sacerdote | Diáconos permanentes | Varones    | Mujeres    | Parroquias |
| ------------------------------------------------------------------------------- | -------------------- | --------- | -------------- | ---------- | ------------- | ------------- | ------------------------ | -------------------- | ---------- | ---------- | ---------- |
| 1999                                                                            |                      |           |                | 23         | 21            | 2             |                          | 2                    | 1          |            | 21         |
| 2000                                                                            |                      |           |                | 22         | 20            | 2             |                          | 2                    | 2          |            | 23         |
| 2001                                                                            |                      |           |                | 27         | 24            | 3             |                          | 2                    | 3          |            | 22         |
| 2002                                                                            |                      |           |                | 26         | 23            | 3             |                          | 2                    | 3          |            | 21         |
| 2003                                                                            |                      |           |                | 25         | 23            | 2             |                          | 2                    | 2          |            | 21         |
| 2004                                                                            |                      |           |                | 26         | 25            | 1             |                          | 4                    | 1          |            | 21         |
| 2013                                                                            |                      |           |                | 12         | 8             | 4             |                          | 3                    | 4          |            | 21         |
| 2016                                                                            |                      |           |                | 15         | 9             | 6             |                          | 3                    | 6          |            | 20         |
| 2019                                                                            |                      |           |                | 15         | 9             | 6             |                          | 5                    | 6          |            | 19         |
| Fuente: Catholic-Hierarchy, que a su vez toma los datos del Anuario Pontificio. |                      |           |                |            |               |               |                          |                      |            |            |            |

## Episcopologio

### Vicarios castrenses
- Johann Heinrich von Kerens, S.I. † (22 de diciembre de 1773-26 de noviembre de 1792 falleció)
- Sigismund Anton von Hohenwart, S.I. † (1792-29 de abril de 1803 nombrado arzobispo de Viena)
- Godfried Joseph Crüts van Creits † (28 de julio de 1803-5 de abril de 1815 falleció)
- Joseph Chrysostomus Pauer † (24 de abril de 1815-3 de mayo de 1824 nombrado obispo de Sankt Pölten)
- Josef Alois Schachtner † (1827-1830)
- Vinzenz Billig † (1831-1832)
- Michael Johann Wagner † (27 de abril de 1833-1 de febrero de 1836 nombrado obispo de Sankt Pölten)
- Johann Michael Leonhard † (19 de noviembre de 1835-19 de enero de 1863 falleció)
- Dominik Mayer † (1 de octubre de 1863-4 de mayo de 1875 falleció)
- August Landt † (1875-1878)
- Anton Josef Gruscha † (19 de enero de 1878-23 de junio de 1890 nombrado arzobispo de Viena)
- Koloman Belepotoczky † (16 de julio de 1890-1 de junio de 1911 renunció)
- Emmerich Bjelik † (8 de enero de 1913-11 de noviembre de 1918 renunció)
- Ferdinand Pawlikowski (1918-26 de abril de 1927 nombrado obispo de Seckau)
- Anton Allmer (1927-1938)
  - Luego del Anschluss fue suprimido el vicariato castrense
- Franz König † (21 de febrero de 1959-7 de mayo de 1969 renunció)
- Franz Žak † (8 de mayo de 1969-27 de septiembre de 1985 renunció)

### Ordinarios militares
- Alfred Kostelecky † (10 de febrero de 1990-22 de febrero de 1994 falleció)
- Christian Werner (22 de febrero de 1994 por sucesión-16 de abril de 2015 renunció)
- Werner Freistetter, desde el 16 de abril de 2015